# Phoradendron affine
Phoradendron affine är en sandelträdsväxtart som först beskrevs av Johann Baptist Emanuel Pohl och Dc., och fick sitt nu gällande namn av Engl. & Krause. Phoradendron affine ingår i släktet Phoradendron och familjen sandelträdsväxter. Inga underarter finns listade i Catalogue of Life.